# Vicente Ponce de León
Vicente Ponce de León war ein uruguayischer Politiker.
Ponce de León, der der Partido Nacional angehörte, hatte zunächst als Repräsentant des Departamento San José in der 22. und 23. Legislaturperiode vom 15. Februar 1905 bis zum 14. Februar 1911 ein Titularmandat als Abgeordneter in der Cámara de Representantes inne. In der 27. Legislaturperiode saß er dann für das Departamento Florida erneut vom 15. Februar 1917 bis zum 14. Februar 1920 in der Abgeordnetenkammer. Gemeinsam mit den Abgeordneten Carlos Roxlo, Luis Alberto de Herrera und Vicente Borro zeichnete er dort in der 22. Legislaturperiode für ein Gesetz über Individual- und Kollektivarbeitsverträge („Contratos de trabajo individuales y colectivos“) verantwortlich.